# Alexis Bailleux de Marisy
Pour les articles homonymes, voir Bailleux (homonymie).
Alexis Bailleux de Marisy, né Victor Alexandre Bailleux le 22 juin 1815 à Saint-Georges-en-Auge (Calvados) et mort le 20 juillet 1892 à Viroflay (Yvelines), est un haut fonctionnaire et économiste français, connu pour ses articles Mœurs financières de la France.
Il est le fils de Louis Bailleux de Marisy et de Alexandrine Levillain de Lormelée. 

## Biographie
Il est attaché au cabinet du ministre de l'intérieur.
Il est nommé sous-préfet de Lectoure le 20 mai 1843 et sous-préfet de Dieppe le 5 septembre 1847, révoqué en février 1848.
Il se marie le 7 septembre 1847 à Paris (mariage religieux le 7 septembre 1847 à Saint-Thomas d'Aquin, Paris 7e), avec Sophie Legrand, 1827-1897, fille du président du Conseil d'État, Alexis Legrand, avec laquelle il aura trois enfants (Pierre, 1848-1922, Louis, 1851-1911, et Victor, 1863-1930).
Nommé préfet de la Corrèze le 10 janvier 1849, il est appelé à d'autres fonctions le 30 juin 1849.
Après sa carrière de préfet, il occupe des postes élevés dans diverses compagnies financières : membre du conseil d'administration de la Societé Autrichienne des Chemins de Fer de l'État et du Chemin de fer de Cordoue à Seville, censeur de la Société générale, membre du Conseil de la Societé minière et industrielle,  administrateur du Crédit lyonnais. Il est rédacteur de la Revue des deux Mondes et se consacre à la publication d’ouvrages sur l'économie.
En 1859, sous le second Empire, il obtient l'autorisation de Napoléon III de joindre à son patronyme le nom de Marisy sous lequel il était connu.
Il sera titré comte romain par le pape Pie IX en 1859.
Il est enterré au cimetière du Père-Lachaise (31e division).
Parmi ses descendants il y a le général de division Guillaume Bailleux de Marisy.

## Publications
- Plusieurs articles sur l'économie et la politique dans la Revue des deux Mondes[9], parmi lesquels la série s:Mœurs financières de la France[10].
- Transformation des grandes villes de France, Paris, Hachette, 1867.

## Honneurs
- Officier de la Légion d'honneur en 1862[11].
- Commandeur dans l'ordre de Charles III d'Espagne en 1863[12].